# Giacomo Camplone
Giacomo Camplone (Pescara, 23 agosto 1989) è un arbitro di calcio italiano.

## Biografia
Laureato in scienze motorie, gestisce un'associazione di ginnastica psicomotoria per bambini.

## Carriera
Ha iniziato ad arbitrare nel 2005, arrivando nel 2012 in Serie D e ottenendo la promozione in Lega Pro dopo tre anni. Esordisce nella terza serie il 6 settembre 2015, nella partita Ischia Isolaverde-Lupa Castelli Romani, terminata 1-0. Nel 2019 viene promosso in C.A.N. B; debutta nella serie cadetta il 31 agosto, in occasione di Trapani-Venezia.
Il 1º settembre 2020 viene inserito nell'organico della CAN A-B, nata dall’accorpamento di CAN A e CAN B: dirigerà sia in Serie A che in Serie B. Nella stagione 2020-2021 viene designato in 1 partita del massimo campionato (la prima in assoluto per il pescarese, il 13 marzo 2021 tra Genoa e Udinese, terminata 1-1) e in 12 in cadetteria. Con questa direzione diventa il primo arbitro pescarese della storia a dirigere un incontro nella massima serie.
Il 23 febbraio 2024 è quarto ufficiale nell'incontro di Serie A Bologna-Verona: sostituisce l'arbitro Rosario Abisso, infortunatosi pochi minuti dopo l'inizio della gara.
Il 1º luglio 2024 viene dismesso dalla CAN per motivate valutazione tecniche. Conclude la carriera sul campo avendo diretto 8 gare in Serie A e 62 in Serie B. Il 3 agosto seguente viene inserito nella lista dei Video Match Official a disposizione per le gare di Serie A e Serie B, con la funzionalizzazione di VAR.